# 秘鲁人口

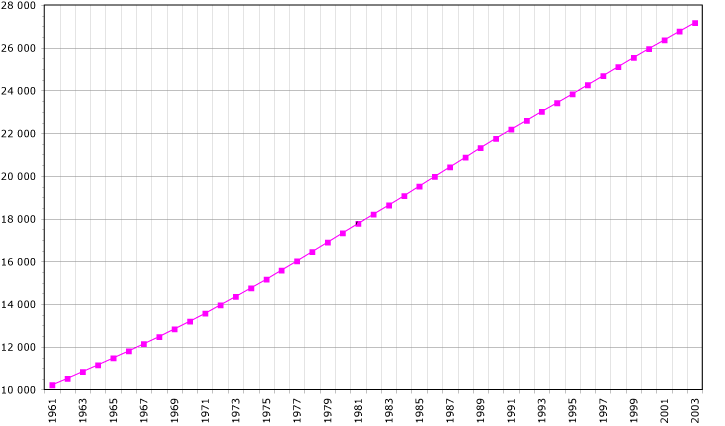
秘鲁：1961年-2003年的人口变化（以千人为单位）

秘鲁人口约2800万（2007年统计），是南美洲人口第4多的国家。1950年到2000年间，该国的人口增长率从2.6%下降到1.6%；2050年估计人口将达到4200万。截至2005年，72.6%人口居于城市地区，27.4%居于郊区。
1993年人口普查人口超过200,000的城市有利马、阿雷基帕、特鲁希略、奇克拉约、皮乌拉、伊基托斯、钦博特、库斯科和万卡约。
秘鲁是多种族国家，在过去5个世纪由不同族群融合而成。印第安人在西班牙人殖民统治之前已在秘鲁土地聚居数千年，但由于传染病散播，他们的人口从1520年代的估计约900万下降到1620年的60万。西班牙人和非洲人和殖民统治期间大量涌入，与原住民互相融合。秘鲁独立后逐渐有来自英格兰、法国、德国、意大利和西班牙的欧洲移民定居。奴隶制取消后，中国人在1850年代开始进入该国工作，并成为有较大影响力的族群。其他移民包括阿拉伯人和日本人。

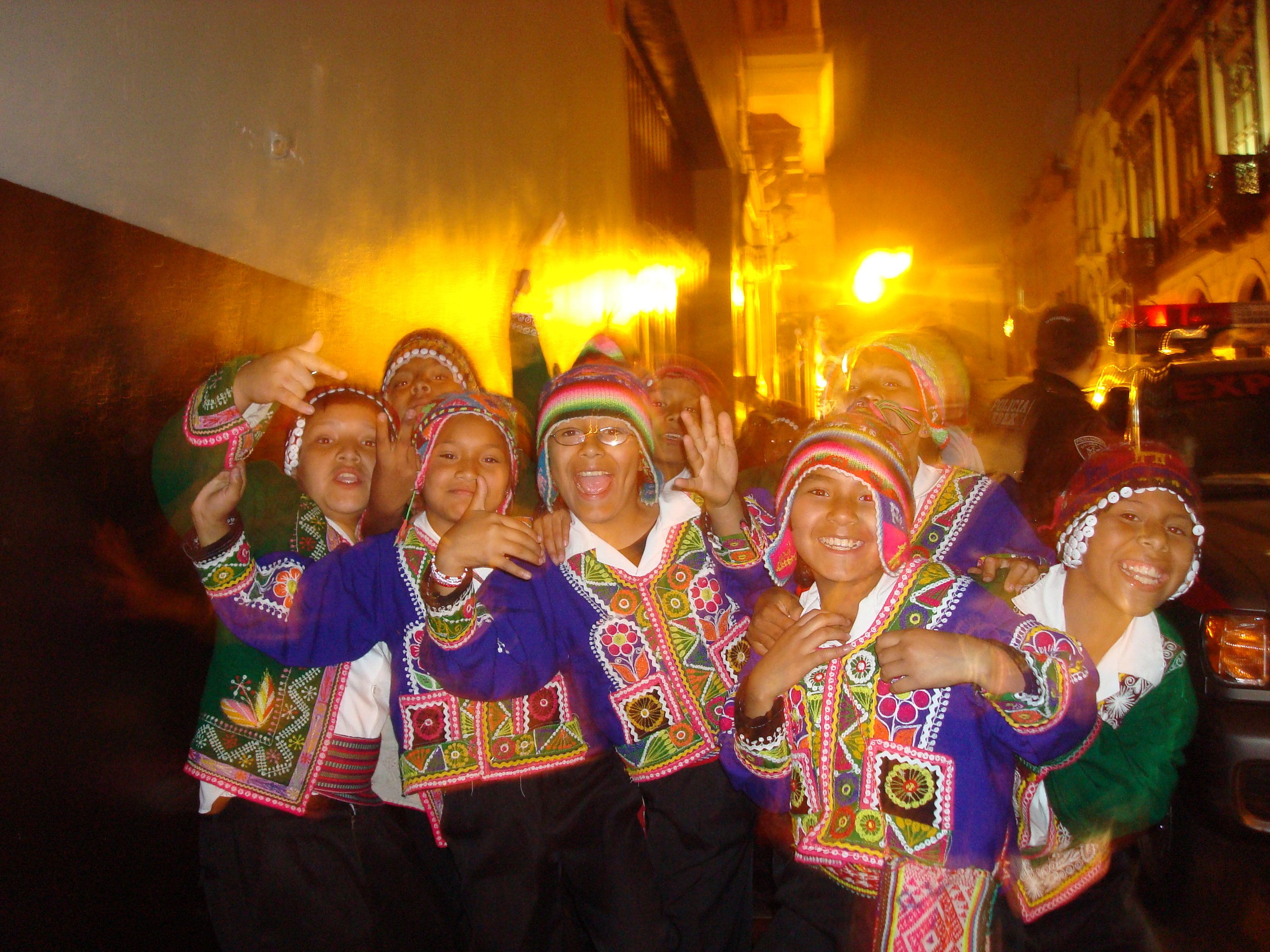
来自库斯科的男孩

在1993年，秘鲁的主要语言西班牙语是80.3%的5岁以上秘鲁人的第一语言。一些印第安土语在部分地区同时通用，其中最重要的是克丘亚语，16.5%人口以此为第一语言。分别有3%和0.2%的秘鲁人以其他土语和外国语言为第一语言。根据1993年的人口普查结果，89%人口称自己为天主教徒、6.7%为福音神学信仰者、2.6%为其他宗教信仰者、1.4%为没有宗教信仰。2005年识字率估计为88.9%；其中郊区和城市人口的识字率分别为76.1%和94.8%。秘鲁实行强制小学和中学教育，公立学校免费提供教育。
| 秘鲁人种   | 秘鲁人种   | 秘鲁人种 | 秘鲁人种 | 秘鲁人种 |
| ---------- | ---------- | -------- | -------- | -------- |
| 人种       | 人种       |          | 百分比   | 百分比   |
| 梅斯蒂索人 | 梅斯蒂索人 |          | 60.2%    | 60.2%    |
| 美洲原住民 | 美洲原住民 |          | 25.7%    | 25.7%    |
| 白人       | 白人       |          | 5.9%     | 5.9%     |
| 黑人       | 黑人       |          | 3.6%     | 3.6%     |
| 日裔秘鲁人 | 日裔秘鲁人 |          | 0.1%     | 0.1%     |
| 秘鲁华人   | 秘鲁华人   |          | 0.1%     | 0.1%     |

梅斯蒂索人